# صنعت در اراک
اراک از جمله شهرهای صنعتی کشور ایران است که از لحاظ گوناگونی محصولات صنعتی، نخستین، از لحاظ وجود صنایع مادر، دومین و به‌طور کلی یکی از چهار قطب صنعتی کشور محسوب می‌شود.
این شهر به واسطه وجود صنایع مادر، تولید ۸۰ درصد تجهیزات انرژی کشور، وجود بزرگ‌ترین کارخانه تولیدکننده آلومینیوم کشور، بزرگ‌ترین ماشین‌سازی کشور، بزرگ‌ترین واگن‌سازی و لوکوموتیوسازی خاورمیانه، بزرگترین تولیدکنندگان زیرساخت‌های برق‌ومخابرات کشور (شرکت‌های آونگان، یاسان، گام و شایان‌برق)، بزگترین تولیدکننده ابزار در کشور (ایران‌پتک)، بزرگ‌ترین و اولین سازندهٔ ماشین‌آلات ساخت‌وساز و معدنی در خاورمیانه، بزرگ‌ترین کمباین‌سازی خاورمیانه، بزرگ‌ترین تولیدکنندهٔ جرثقیل و بالابرهای هیدرولیکی در خاورمیانه، بزرگ‌ترین تولیدکنندهٔ بنزین کشور و بزرگ‌ترین شرکت املاح معدنی کشور لقب پایتخت صنعتی ایران را به خود اختصاص داده‌است.
استان مرکزی دارای ۳۷ شهرک و ناحیهٔ صنعتی فعال می‌باشد که شهر اراک در این بین دارای صنایع گوناگون انرژی، فلزی، نفت‌وپتروشیمی، شیمیایی، نساجی، ماشین‌آلات، ساختمانی، معدنی، غذایی، چوب و مبلمان است که برخی از این واحدها مانند هپکو، آونگان، املاح معدنی ایران، صنایع آذرآب، شرکت آلومینیوم ایران، گروه نورد آلومینیوم، صنایع آلومرول، ماشین‌سازی اراک، کمباین‌سازی ایران، پتروشیمی شازند اراک و واگن‌پارس از صنایع اساسی کشور به‌شمار می‌روند.
تولیدات صنایع شهر اراک علاوه بر تأمین نیازهای داخلی، به کشورهای خارجی نیز صادر می‌گردد. به همین علت بخش بزرگی از صادرات کالاهای صنعتی را به خود اختصاص داده‌است.

## تاریخچه صنعت در اراک

### دوران قاجار
در دوران قاجار رواج صنایع محلی و تولید ماشینی صنایع بومی را شاهد بوده‌ایم در این دوره صنعت فرش اراک با سرمایه‌گذاری کمپانی‌های تجاری غربی مانند زیگلر رونق فراوانی یافت و فرش دستباف اراک به کشورهای غربی صادر شد.

### دوران پهلوی
در اوایل دهه ۴۰ صنعت در شهر اراک رونق تازه‌ای گرفت. در این دوره صنایع بزرگ ماشین‌سازی و آلومینیوم‌سازی در اراک ایجاد و عبور راه‌آهن سراسری از این شهر و نزدیکی به مرکز در توسعه صنعت تأثیر چشمگیری داشت. آلومینیم‌سازی، نورد آلومینیوم، واگن‌پارس، ماشین‌سازی، کمباین‌سازی، آونگان و هپکو از جمله صنایع سنگین بودند که در دهه ۴۰ و ۵۰ تأسیس شدند.

### دوران جمهوری‌اسلامی
موج سوم توسعه صنعت در استان مرکزی به اوایل دهه ۶۰ بازمی‌گردد، در این دوره توسعه صنایع بزرگ و مادر محدود شده و شهرک و نواحی صنعتی با صنایع متوسط و کوچک ایجاد شد.

## صنایع اراک

### صنایع آلومینیوم‌سازی
آلومینیوم پس از فولاد، بیشترین تولید و مصرف را در جهان دارد و میزان مصرف آن به تنهایی از مجموع فلزات غیرآهنی دیگر بیشتر است به گونه‌ای که آن را فلز قرن ۲۱ نامیده‌اند. استفاده از فلز آلومینیوم در صنایع ایران بیش از نیم قرن سابقه دارد.
شرکت آلومینیوم ایران یا ایرالکو، قدیمی‌ترین واحد تولیدی بخش آلومینیوم کشور است که با دارا بودن دو کارخانه، ظرفیت تولید ۲۰۰ هزار تن شمش آلومینیوم را در سال دارد. کارخانه آلومینیوم ایران (ایرالکو) در سال ۱۹۷۲ میلادی با همکاری منطقه‌ای در سازمان پیمان مرکزی با همکاری محدود شرکت رینولدز آمریکا و دولت پاکستان تأسیس شد. بعد از انقلاب کلیه سهام این دو کشور متعلق به ایران گردید. این شرکت به عنوان اولین تولیدکننده شمش‌های آلومینیومی ایران و بزرگترین تولیدکنندهٔ آلومینیوم کشور در زمینی به مساحت ۲۳۲ هکتار و در شهر اراک واقع شده‌است. وجود این کارخانه و ۵۰۰ کارگاه کوچک و بزرگ وابسته به این صنعت اراک را به قطب تولید آلومینیوم در کشور تبدیل کرده‌است.
گروه نورد آلومینیوم در سال ۱۳۵۱ در اراک توسط بخش خصوصی تأسیس شد. ‏این شرکت با برخورداری از تجهیزات منحصر به فرد تولیدی و آزمایشگاهی و تجهیزات مدرن متالورژی از بزرگترین تولیدکنندگان انواع محصولات آلومینیومی در منطقه محسوب شده و تنها تولیدکننده انواع پلیت، ورق و کویل آلومینیومی به روش نورد گرم در تنوع آلیاژ و ضخامت در کشور می‌باشد. دیگر محصول شرکت تولید ورقهای رنگی نمای ساختمان (ورق کامپوزیت) با نام تجاری آلکونام می‌باشد. همچنین این شرکت تنها تولیدکننده آلومینیوم کِلَد در ایران است. شرکت نورد آلومینیوم در حال حاضر با ظرفیت سالانه ۲۴۰۰۰ تن محصول نورد سردی و ۱٫۰۰۰٫۰۰۰ مترمربع ورق کامپوزیت آلومینیومی، فعالیت می‌نماید. این شرکت با برخورداری از نیروی انسانی مجرب، تجهیزات منحصر به فرد تولیدی و آزمایشگاهی و تجهیزات مدرن متالورژی از بزرگترین تولیدکنندگان انواع محصولات آلومینیومی به روش نورد گرم در تنوع آلیاژ و ضخامت در منطقه محسوب می‌شود. از مزایای این روش تولیدی خواص متالورژیکی و مکانیکی بهینه نسبت به سایر روش‌های تولید است. هم‌اکنون محصولات شرکت انواع کویل، تسمه، پلیت، آلومینیوم کلد، ورق رنگی، ورق کامپوزیت آلومینیوم، ورق‌های سینوسی، ذوزنقه‌ای، آجدار، ساده و محصولات آلیاژی سری ۵۰۰۰ می‌باشد. محصولات شرکت به کشورهای انگلستان، کانادا، ژاپن، آلمان، ترکیه و …. صادر گردیده‌است.
صنایع آلومرول نوین و صنایع آلومینیوم پردیس متشکل از ۸ واحد تولیدی و یک شرکت بازرگانی فعال، در حال حاضر، با تولید سالانه بیش از یکصد هزار تن، بزرگترین تولیدکننده انواع مقاطع آلومینیومی با کاربرد ساختمانی و صنعتی همراه با خدمات عملیات حرارتی، رنگ پودری و آنودایزینگ و نیز ریخته‌گری انواع شمش و بیلت آلیاژی آلومینیوم و ساخت قالب‌های اکستروژن در کشور با نام تجاری آکرول می‌باشد. در حال حاضر صنایع آلومینیوم پردیس قادر به تولید روزانه ۱۲۰ تن انواع مقاطع آلومینیوم، انجام عملیات آبکاری (آنودایز) و پاشش رنگ پودری، تولید انواع آلیاژهای آلومینیوم و انجام طراحی، تولید و سخت‌کاری انواع قالب‌های تولیدی مقاطع آلومینیومی می‌باشد. این شرکت صادرکننده نمونهٔ کشوری در صنعت آلومینیوم می‌باشد.

### صنایع فولادسازی
ذوب‌آهن امیرکبیر اراک شرکت فولادسازی ایرانی است که در سال ۱۳۸۶ در زمینی به مساحت ۱۵۰ هکتار با هدف تولید شمش فولادی و با سرمایه ارزی ۱۰۸ میلیون یورو در شهرک صنعتی خیرآباد اراک تأسیس گشته‌است. پروژه این شرکت در سال ۸۹ با پیشنهاد فنی یک شرکت هندی جهت طراحی کارخانه در ۴ فاز و خرید تجهیزات کلید خورد که طرح ساخت آن با کمک کارشناسان خارجی انجام گرفت و از ابتدا به دلیل حسادت و منافع برخی نمایندگان مجلس با سنگ‌اندازی و مانع‌تراشی‌های اداری بسیاری روبرو شد. این شرکت با اشتغال بیش از ۳۰۰۰ نفر، دومین مجتمع بزرگ ذوب‌آهن کشور ایران خواهد بود.

### صنایع ماشین‌سازی
ماشین‌سازی صنعتی است که به طراحی و تولید ماشین‌آلات، تجهیزات صنعتی، مجموعه‌ها و قطعات منفصله می‌پردازد. این صنعت به عنوان یکی از پایه‌ای‌ترین صنعت هر کشور محسوب می‌شود.

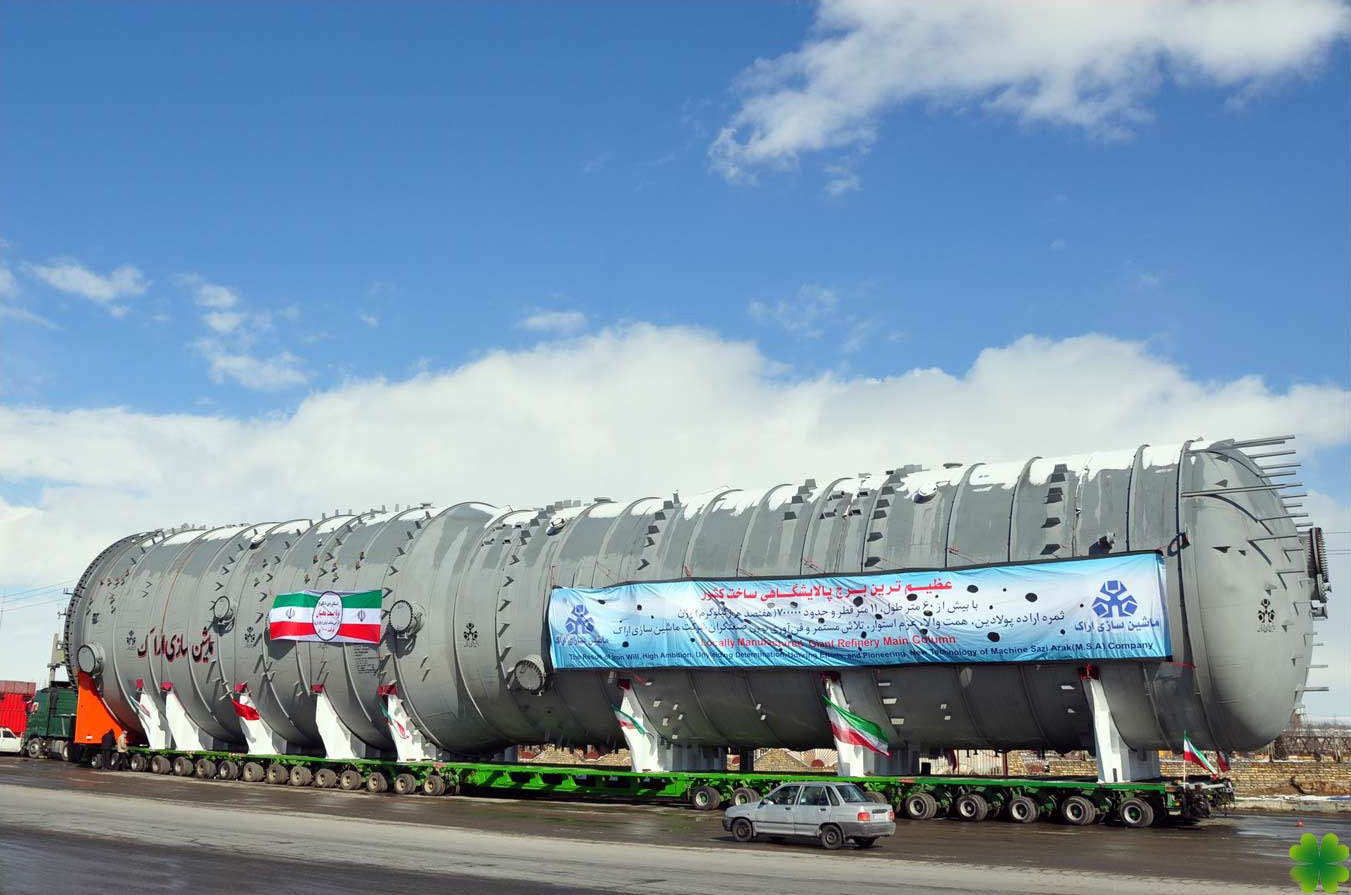
برج تقطیر غول‌پیکر پالایشگاه اراک ساخته‌شده توسط ماشین‌سازی اراک

ماشین‌سازی اراک، ابرشرکت دانش‌بنیان ایرانی و بزرگ‌ترین طراح و سازنده مجتمع‌های پتروشیمی، پالایشگاه‌های گاز، پالایشگاه‌های نفت، سدها، پل‌ها، نیروگاه‌های برق‌آبی، نیروگاه‌های بادی و کارخانجات سیمان در ایران و خاورمیانه می‌باشد که علاوه بر ماشین‌آلات و تجهیزات صنایع نفت‌وگاز، صنایع شیمیایی، سدها، نیروگاه‌ها و صنایع سیمان؛ تجهیزات و ماشین‌آلات صنایع فولاد، صنایع ریلی، بنادر، ترابری و معادن را نیز تولید می‌کند.
از جمله تولیدات مهم این شرکت می‌توان به دراورکس، دکل و موتور حفاری، برج‌های تقطیر، مبدل‌های حرارتی، مخازن سیالات، واحدهای تصفیه‌آب صنعتی، آب‌شیرین‌کن صنعتی، توربین‌ها، کمپرسورها، الکتروموتورها، پمپ‌های سانتریفیوژ صنایع نفت، گاز، پتروشیمی و صنایع نیروگاهی، پمپ‌های هیدرولیک صنعتی، سپراتورها، ایرکولرها، انواع زباله‌سوزها، انواع بویلرها، انواع راکتورها، انواع شیرآلات و فلنج‌های صنایع نفت، گاز، پتروشیمی و نیروگاه‌ها، رفورمرها، هیترها، کندانسورها، برج‌های خنک‌کننده، ژنراتورها، کوره‌های صنعتی و سازه‌های فولادی اشاره کرد. این شرکت به منظور پشتیبانی از صنایع بنیادین و برآورده کردن نیازهای صنعتی کشور، در سال ۱۳۴۶ در زمینی به مساحت ۱۳۴ هکتار توسط کارشناسان اتحاد جماهیر شوروی درازای صادرات گاز ایران به شوروی در اراک تأسیس و در سال ۱۳۵۰ به‌عنوان اولین صنعت سنگین ایران به‌بهره‌برداری رسید.
این ابرشرکت با داشتن بیش‌از نیم‌قرن سابقه و تجربه، قابلیت‌ها و توانایی‌های علمی، فنی و تخصصی، تجهیزات و امکانات پیشرفته و مدرن در قالب پنج گروه تولیدی مختلف، سه شرکت تابعه مستقل و دو گروه پشتیبانی، کارخانه نوآوری و دانشگاه علمی‌کاربردی توانایی انجام پروژه‌های بزرگ ملی را دارا و قادر به تولید انواع محصولات می‌باشد. به‌علاوه ماشین‌سازی اراک در زمینه تسهیل رشد کسب‌وکارهای نوپا و دانش‌بنیان، جذب سرمایه‌گذار و ارائه مشاورهٔ کسب‌وکار نیز فعالیت می‌کند که در حال حاضر زیرمجموعهٔ صندوق ذخیره فرهنگیان می‌باشد.
توانمندی و امکانات تولیدی ماشین‌سازی اراک در حدی است که مهندسان ژاپنی در بازدید از این ابرشرکت، آن را دارای توانایی لازم برای تولید هواپیما و موتورهای سنگین جت دانسته‌اند.
صنایع آذرآب اراک ابرشرکت هلدینگ ایرانی است، که در زمینه احداث زیرساخت‌های صنعتی، ساخت پالایشگاه‌های گاز، پالایشگاه‌های نفت، مجتمع‌های پتروشیمی، کارخانجات سیمان، کارخانجات فولاد، نیروگاه‌های برق‌آبی، نیروگاه‌های حرارتی، نیروگاه‌های هسته‌ای و تولید تجهیزات مربوط به آنان فعالیت می‌کند. همچنین این ابرشرکت در زمینه ساخت کارخانجات قند و کارخانجات نیشکر و تولید تجهیزات آنان نیز تخصص دارد. صنایع آذرآب در سال ۱۳۶۳ به‌بهره‌برداری رسید و هم‌اکنون یکی از بزرگترین شرکت‌های پیمانکاری عمومی (GC) در ایران است که زمینه اصلی فعالیت‌های این شرکت ساخت پروژه‌های نیروگاهی، پالایشگاهی، پتروشیمی و کارخانجات سیمان می‌باشد. از پروژه‌های اجرا شده توسط این شرکت می‌توان به: نیروگاه بیستون کرمانشاه، نیروگاه سیکل ترکیبی قم، نیروگاه شازند، توسعه واحد روغن‌سازی پالایشگاه اصفهان، پالایشگاه گاز کنگان، مجتمع پتروشیمی اراک و پالایشگاه اراک اشاره کرد. صنایع آذرآب با استقرار نظام کیفیتی منطبق با خواسته‌های استاندارد بین‌المللی مدیریت کیفیت موفق شد گواهینامه را در زمینه طراحی و ساخت محصولات پیشرفته صنعتی به دست آورد و اطمینان لازم را نسبت به کیفیت محصول در مدیریت و مشتریان خود فراهم سازد. همچنین صنایع آذرآب اراک سازندهٔ اصلی تجهیزات در طرح توسعه نیروگاه اتمی بوشهر، در همکاری با شرکت اتم‌استروی‌اکسپورت (شرکت تابعه‌ای از روس‌اتم) می‌باشد.
فراپتروسازان، شرکت کنسرسیوم پیمانکاری ایرانی مستقر در اراک است که در حوزه انجام پروژه‌های پالایشگاهی، پتروشیمی، ساخت واحدهای استخراج، ذخیره و پمپاژ نفت‌وگاز، ساخت کارخانجات فولاد، ساخت صنایع مس، ساخت کارخانجات آندسازی و ذوب آلومینیوم، ساخت واحدهای نیروگاهی و تولید تجهیزات و ماشین‌آلات آنان فعالیت می‌کند. ازجمله پروژه‌های انجام‌شده توسط فراپتروسازان می‌توان به ساخت تجهیزات و احداث کارخانه فولادسازی دامغان، طرح گندله‌سازی کارخانه فولاد گل‌گهر سیرجان، ساخت مخازن طرح توسعه میدان نفتی آزادگان جنوبی، ساخت تجهیزات فاز ۱۴ پارس جنوبی، تجهیزات فاز ۱۹ پارس جنوبی، مخازن طرح توسعه و افزایش ظرفیت پالایشگاه اراک و ساخت داکت‌های نیروگاه سیکل ترکیبی پرند اشاره کرد.
توسعه و نوسازی صنایع گداختار، شرکت هلدینگ ایرانی است که در سال ۱۳۶۱ تأسیس شده و به‌وسیله شرکت‌های تابعه خود، در زمینه ساخت جنگ‌افزار، مهمات جنگی، قطعات ریخته‌گری، شیرآلات صنعتی، دستگاه‌های استخراج معادن و تولید فولاد آلیاژی، فعالیت می‌کند. این شرکت بزرگترین تولیدکننده شیرآلات صنعت نفت، گاز و پتروشیمی در ایران است که سالانه شصت‌هزار عدد شیرآلات (وَلو) با جنس‌های چدنی، کربن استیل، استنلس استیل، آلومینیوم‌برنز و غیره تولید می‌کند. این هلدینگ در اراک مستقر است و نخستین شرکت ریخته‌گری ایرانی می‌باشد که موفق به کسب گواهینامه ایزو ۹۰۰۲ از DNV شده‌است.

### صنایع ترابری ریلی

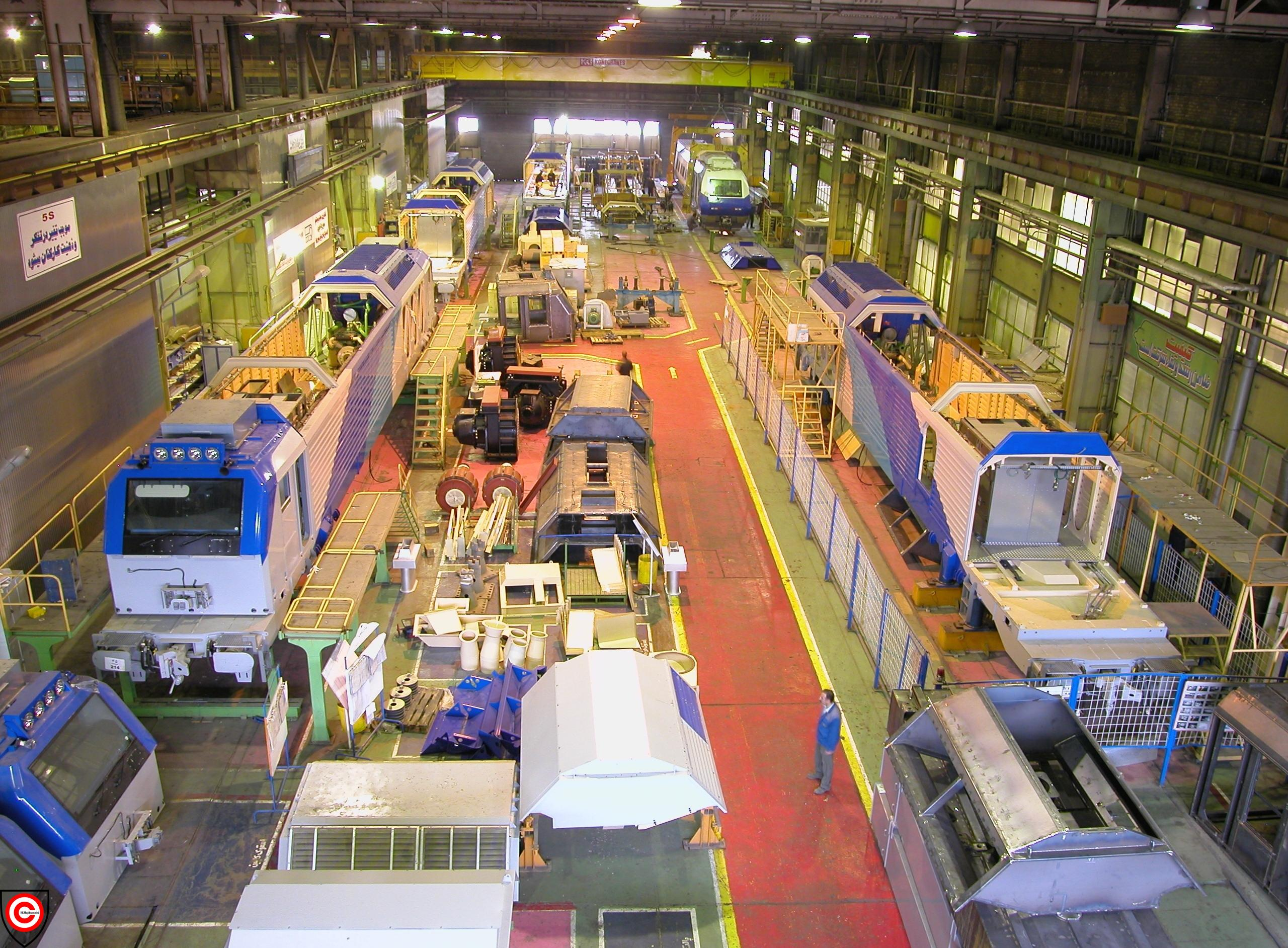
خط تولید لوکوموتیو AD43C در کارخانهٔ واگن‌پارس‌اراک

واگن‌پارس اراک به عنوان اولین و بزرگترین کارخانه تولید وسایل نقلیه ریلی مانند لکوموتیو، واگن باری، واگن مسافربری، ترنست، مترو، انواع بوژی و … در خاورمیانه در سال ۱۳۵۳ در اراک تأسیس شد.
این کارخانه از سال ۱۳۷۲ کار ساخت لوکوموتیو را برای اولین بار در کشور آغاز کرد و در سال‌های ۸۲ تا ۸۶ موفق به تولید هشت دستگاه لکوموتیو مانوری و ۸۰ دستگاه لکوموتیو خطوط اصلی با قدرت چهار هزار و سیصد اسب‌بخار شد. در حال حاضر در خوشه ریلی استان مرکزی، ۱۰۰ شرکت فعال هستند که بسته به ظرفیت و نوع تولیدات و فعالیت از توان آن‌ها در قراردادهای کلان ریلی در همکاری با شرکت واگن پارس بهره گرفته می‌شود. این شرکت ابتدا پروژه تولید هزار دستگاه واگن باری و مسافری و تعمیرات ۲۵۰۰ دستگاه واگن باری را با همکاری شرکت اتریشی S.G.P شروع نمود که پس از پیروزی انقلاب قرارداد همکاری با شرکت اتریشی لغو و قرارداد جدیدی با شرکت واگن‌اونیون آلمان منعقد گردید. با توجه به نیاز فوری کشور به تجهیزات ریلی، تولیدات شرکت واگن پارس رسماً از ابتدای نیمه دوم سال ۱۳۶۳ شروع گردید. در پیمانی که در سال ۱۳۹۶ بین ایدرو و ترنس‌مش روسیه بسته‌شد قرارشد شرکت ترنس‌مش روسیه ۸۰٪ سهام واگن‌پارس را خریداری کند.
لوکوموتیو AD43C گونه‌ای لوکوموتیو دیزلی الکتریکی است که توسط شرکت آلستوم فرانسه طراحی گردیده‌است. تولید این لوکوموتیو از سال ۲۰۰۰ میلادی شروع گردید. این شرکت تولیدکننده مترو، واگن و لوکوموتیو با تکنولوژی شرکت‌های واگن‌اونیون و کراوس‌مافایی آلمان، چانگ‌چون و پوژن و دالیان چین، بمباردیه کانادا، ترنس‌مش روسیه، زیمنس آلمان و آلستوم فرانسه می‌باشد.

### صنایع ماشین‌آلات

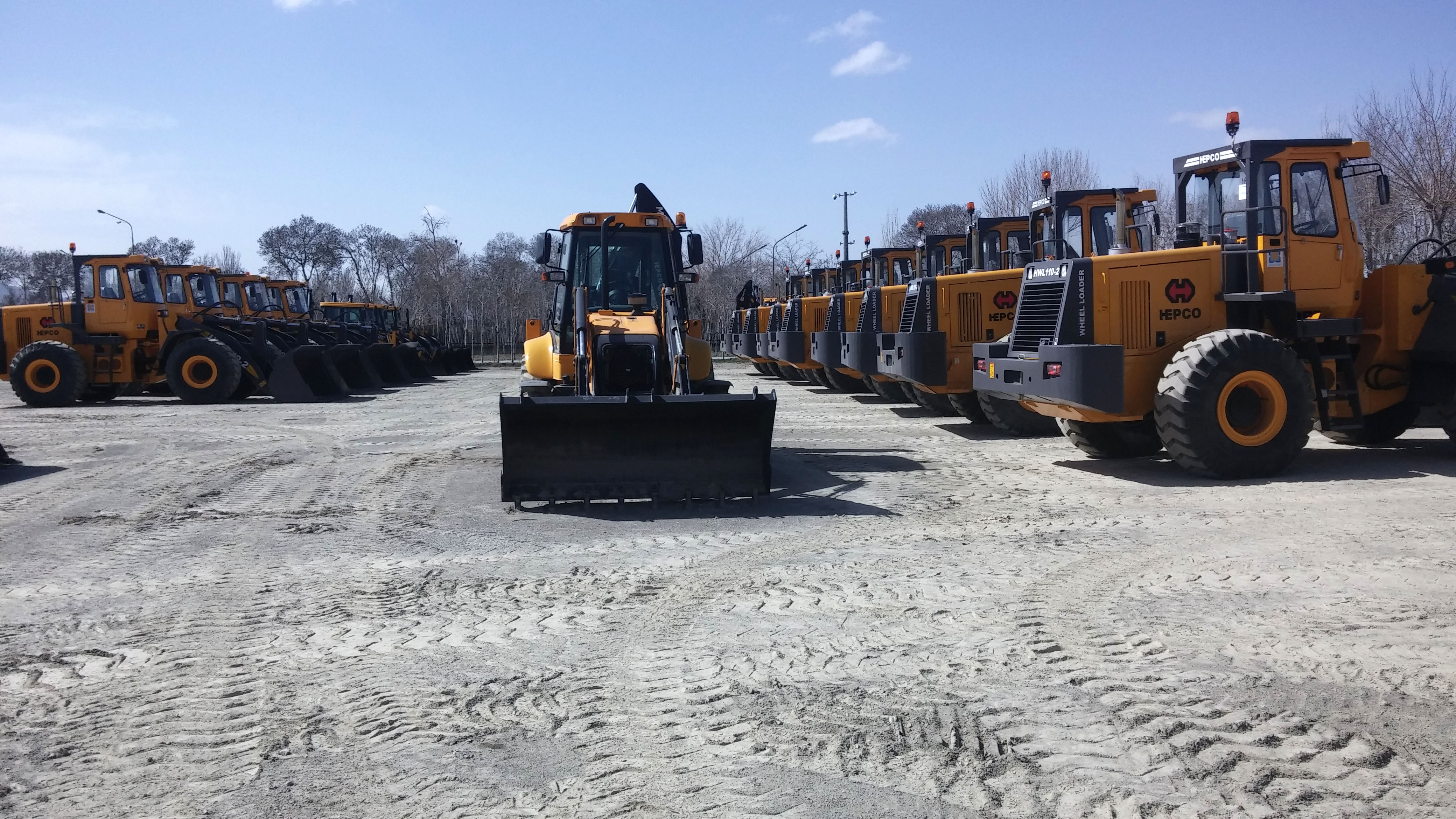
لودرهای تولیدشده در شرکت هپکو اراک

هپکو اراک ابرشرکتی در حوزهٔ صنایع سنگین برای تولید ماشین‌آلات ساخت‌وساز، راه‌سازی، معدنی و ماشین‌آلات کشاورزی است. این ابرشرکت اولین و بزرگترین کارخانه تولید تجهیزات سنگین در ایران و خاورمیانه می‌باشد. این ابرشرکت در سال ۱۳۵۳ در زمینی به وسعت ۱۰۰ هکتار در شهر اراک با هدف تولید و مونتاژ ماشین‌آلات ساخت‌وساز تأسیس و از سال ۱۳۵۴ با همکاری شرکت‌های نویستاراینترنشنال، پوکلین، صنایع سنگین ساکائی، دایناپاک و لوکومو از کشورهای آمریکا، فرانسه، ژاپن، سوئد و فنلاند رسماً شروع به فعالیت نمود. پس از انقلاب‌اسلامی، توجه به ساخت ماشین‌آلات ساخت‌وساز، راه‌سازی و معدنی در دستور کار قرار گرفت و با همکاری شرکت لیبهر آلمان طرح توسعه هپکو با مجموعه‌ای از مدرن‌ترین ماشین‌آلات، با ظرفیت ۳۰۰۰ دستگاه در سال ۱۳۶۳ آغاز گردید. در ادامه هپکو طراحی بعضی محصولات را در واحد تحقیق و توسعه شروع کرد که تنوع محصولات خود را توسعه دهد. هپکو کسب‌وکار با قطعات شناخته شده از تولیدکنندگان همچون کامینز، بوش‌رکسروت، زَوئر، دویتس آگ، کارور و زداف فریدریشسهافن تجربه کرد که به‌نوبهٔ خود باعث اعتبار برای شرکت‌های ایرانی شد. خط تولید هپکو مجهز به تجهیزات پیشرفته شامل ابزارآلات برشکاری، جوشکاری، ماشین‌آلات فرزکاری، ربات‌های صنعتی و همچنین دستگاه CNC است. این ظرفیت به هپکو اجازه می‌دهد ۳۰۰۰ واحد از ماشین‌آلات مختلف را تولید کند و ۲۰۰۰۰ تن از تجهیزات در سال بسازد. همچنین هپکو توانسته سهم مناسبی در تولید انواع واگن‌ها، انواع کامیون‌ها، انواع لیفتراک‌ها، انواع جرثقیل‌ها، تجهیزات صنایع فولاد و صنایع مس، تجهیزات معادن، تجهیزات نیروگاه‌ها، تجهیزات فناوری هسته‌ای، تجهیزات سدها و تجهیزات صنایع نفت و گاز به‌دست آورد.
در سال ۱۳۹۹، هپکو قراردادی را با یکی از شرکت‌های اروپایی صاحب‌نام تولید دامپتراک و هال‌تراک بست که بر مبنای آن قرار شد انتقال فناوری قطعات اصلی دامپتراک و هال‌تراک مانند موتور، گیربکس و اکسل به هپکو انجام گیرد و پس از تولید ۵۰ دستگاه، موتور و دیگر قطعات اصلی نیز در مجموعهٔ هپکو ساخته شود.
کمباین‌سازی ایران (ایران جان‌دیر سابق) شرکت ایرانی تولیدکننده ماشین‌آلات کشاورزی است، که در شهر اراک در سال ۱۳۴۸ با همکاری شرکت جان‌دیر ایالات متحده آمریکا، تأسیس شد. تولید کمباین غلات محصول اصلی این شرکت، از سال ۱۳۵۲ با همکاری شرکت جان‌دیر آغاز و در طول این سال‌ها با تولید بیش از ۱۰٬۰۰۰ دستگاه کمباین، شامل کمباین‌های سبک و سنگین و نیمه‌سنگین، بیش از ۹۰٪ درصد بازار فروش این محصول در ایران در اختیار این شرکت، قرار گرفته‌است. تولید بیلر یا همان بسته‌بند علوفه، از سال ۱۳۶۸ با خرید و انتقال تکنولوژی از شرکت جان‌دیر با وضعیتی مشابه تولید کمباین شروع شد و امروزه با تولید بیش از ۴٬۰۰۰ دستگاه، در شرکت کمباین‌سازی ایران، بیش از ۹۵٪ درصد از بازار فروش بیلر در ایران، در اختیار این شرکت می‌باشد. کمباین‌سازی ایران هم‌اکنون بزرگترین کمباین‌سازی کشور و خاورمیانه می‌باشد.
گروه لجور در سال ۱۳۶۴ برای تعمیر و ساخت ماشین‌آلات کشاورزی توسط بخش خصوصی تأسیس شد و در اواخر سال ۱۳۷۳ به عنوان تولیدکنندهٔ جرثقیل در شهر اراک به ثبت رسید. تولیدات شرکت شامل ساخت جرثقیل‌های پشت‌کامیونی، جک‌های هیدرولیکی، بالابر هیدرولیکی و تریلرهای کشاورزی است. لجور بزرگ‌ترین و تنها تولیدکنندهٔ ایرانی است که جرثقیل سنگین تولید می‌کند. این شرکت از سال ۱۳۹۳ کار ساخت اولین جرثقیل ۶۰ تنی خاورمیانه را آغاز کرد. بازار فروش خارجی محصولات این شرکت شامل کشورهای اروپای‌شرقی و خاورمیانه می‌باشد. در حال حاضر چهار شرکت به نام‌های لجور، لجور هیدرولیک، توسن‌سازان و یورو لجور لیفت از زیرمجموعه‌های این شرکت به‌شمار می‌روند. گروه صنعتی لجور هم‌اکنون تنها دارنده گواهی‌نامه بین‌المللی ISO 9001:2008 و تنها دارندهٔ پلاک گواهی بازرسی کیفیت و استاندارد ایران و دارای مجوز شماره گذاری خودرو از سوی معاونت راهنمایی و رانندگی کل کشور در زمینه طراحی، ساخت و تولید بالابرهای هیدرولیکی و جرثقیل‌های پشت‌کامیونی در داخل کشور به‌شمار می‌رود. شرکت لجور هیدرولیک به عنوان اولین و بزرگترین تولید کنندهٔ انواع سیلندرهای هیدرولیک، پنوماتیک و پاورپک‌های الکتروهیدرولیکی درایران، در اراک تأسیس گردیده‌است. محصولات تولیدی این شرکت به دلیل پیچیدگی خاص در تکنولوژی و حساسیت ایمنی فوق‌العاده آن‌ها، یکی از مهم‌ترین و باارزش‌ترین مجموعه‌های قطعات و محصولات تولیدی درصنعت به‌شمار می‌روند. محصولات لجور مطابق استانداردهای اروپا می‌باشد. این شرکت مونتاژکنندهٔ هیچ شرکت خارجی‌ای نبوده و شرکتی صاحب تکنولوژی در زمینهٔ علم هیدرولیک می‌باشد.

### صنایع برق
آونگان یکی از کارخانه‌های مستقر در اراک است که در زمینه تولید زیرساخت‌ها و تجهیزات در حوزه‌های برق قدرت، مخابرات و صنایع نفت و گاز همچنین در زمینه تولید لوله‌های دوجداره و مقاطع گالوانیزه فعالیت می‌کند که در سال ۱۳۵۳ افتتاح شده‌است. تولید اصلی این شرکت، دکل انتقال نیرو و دکل مخابراتی است.
شرکت یاسان در سال ۱۳۷۳ در شهرستان اراک با هدف طراحی و تولید برج‌های خطوط انتقال نیرو، برج‌های مخابراتی و گالوانیزه گرم و نیز اجرای پروژه‌های خطوط انتقال نیرو تأسیس گردیده‌است. شرکت یاسان با ظرفیت تولید بالغ بر ۳۵۰۰۰ تن در سال یکی از شرکت‌های پیشرو در صنعت برق ایران می‌باشد که در سال ۱۳۹۵ با صادرات بیش از ۲۸۰۰۰ تن انواع دکل‌های نیرو موفق به اخذ لوح صادرکننده نمونه ملی گردید. با توجه به نیاز این صنعت و تخصص بالای مؤسسین شرکت در زمان کوتاهی یاسان مبدل به بزرگترین تولیدکننده سازه‌های فلزی در ایران گردیده‌است. از جمله محصولات شرکت می‌توان به دکل‌های فشارقوی، برج‌های تله‌کابین، دکل‌های تلسکوپی، برج‌های مخابراتی و گریتینگ اشاره کرد. از جمله پروژه‌های انجام شده در این شرکت می‌توان ساخت برج‌های تله‌کابین نمک‌آبرود و لاهیجان را نام‌برد.
شرکت صنعتی گام در سال ۱۳۷۰ و با هدف تولید سازه‌های فلزی برج‌های انتقال نیرو، برج‌های مخابراتی و سازه‌های فلزی پست‌های فشارقوی، فعالیت خود را آغاز کرد. این شرکت ظرف مدت کوتاهی موفق شد تا با بهره‌گیری از بهترین امکانات و تجهیزات فنی و مهندسی مطابق با استانداردهای معتبر جهانی، و مهم‌تر از همه به مدد نیروی متخصص و کارآمد خود، به یکی از عمده‌ترین تأمین کنندگان نیازهای صنعت برق و مخابرات کشور تبدیل شود. احداث بیش از ۴۰۰۰ کیلومتر خطوط انتقال نیرو در سطوح ولتاژی ۶۳ تا ۵۰۰ کیلوولت، تنها بخشی از کارنامه پربار این شرکت در سطح ملی و بین‌المللی است. ساخت، نصب، راه‌اندازی، بهره‌برداری و نگهداری مزارع خورشیدی نیز بخش دیگری از فعالیت‌های این شرکت است.

### صنایع نساجی
شرکت صنایع اراک یکی از بزرگترین شرکت‌های نساجی خاورمیانه است که در سال ۱۳۵۳ تأسیس شد و موکت، الیاف پلی‌پروپیلن، نخ پلی‌استر، نخ پنبه و نخ ترکیبی تولید می‌کرد. این شرکت در دهه هشتاد خورشیدی پس از واگذاری به بخش خصوصی و حتی پیش از آن با مشکلاتی مواجه شد و بیش از ۱۴۰۰ نفر از نیروهای خود را تعدیل نمود و امروزه به انبار و سیلوی گندم تبدیل شده‌است.

### صنایع غذایی
شرکت پگاه اراک با نام اختصاری صلا، شرکت صنایع غذایی ایرانی است که در سال ۱۳۵۵ در اراک و تحت عنوان کشت و صنعت اراک شروع به‌کار کرد. این شرکت پس از انقلاب اسلامی مصادره گشت و در یک مقطع زمانی به بانک کشاورزی سپس به صندوق بازنشستگی وزارت جهاد کشاورزی واگذار شد. امروزه شرکت صنایع لبنی اراک یکی از شرکت‌های تابعه صندوق بازنشستگی جهاد (صبا جهاد) است. محصولات این شرکت ۲۹ قلم انواع محصولات شامل شیر پاستوریزه و طعم‌دار، پودر آب پنیر، کشک، خامه، پنیر، ماست، دوغ و آبمیوه است و به‌علاوه محصولاتی را نیز، تحت برند پگاه (شیر پاستوریزه پگاه اراک) تولید می‌کند که علاوه‌بر بازار ایران، به بازار عراق، افغانستان، پاکستان و جمهوری آذربایجان به‌میزان سالانه یک میلیون دلار صادر می‌شود.
شرکت کالبر یک شرکت تولید لبنیات، موادغذایی و آشامیدنی است که در اراک مستقر می‌باشد و در سال ۱۳۷۳ تأسیس شده‌است. این شرکت تحت نماد "غالبر" عضو بورس اوراق بهادار تهران می‌باشد. در سال ۱۳۷۶ عملیات اجرایی طرح تولید پنیر اولترافیلتراسیون (UF) را شروع کرد و در سال ۱۳۷۹ اولین پروژه به بهره‌برداری رسید سپس در طی سال‌های ۱۳۷۹ تا ۱۳۹۹ خطوط تولید انواع ماست، دوغ، شیر پاستوریزه، شیرهای طعم‌دار، خامه، شیرخشک و انواع آبمیوه به بهره‌برداری رسید.

### صنایع نفت و پتروشیمی
شرکت پالایش‌نفت امام‌خمینی شازند اراک شرکت دولتی پالایش نفت است، که تأسیسات پالایشی آن، در استان مرکزی و در فاصله ۳۰ کیلومتری از شهر اراک، مستقر می‌باشد. این پالایشگاه در سال ۱۳۷۲ توسط شرکت ملی نفت ایران و با نام پالایشگاه نفت شازند اراک تأسیس شد.
ظرفیت تولید پالایشگاه اراک ۲۵۰ هزار بشکه در روز است، که نفت خام مورد نیاز آن، بطور روزانه توسط شرکت ملی مناطق نفت‌خیز جنوب و از میدان نفتی اهواز تأمین می‌شود. دفتر مرکزی این شرکت در اراک قرار دارد. با اجرای طرح فاز دوم، ظرفیت تولید پالایشگاه از ۱۷۰ هزار بشکه در روز به ۲۵۰ هزار بشکه در روز افزایش یافته‌است. همچنین تولید بنزین به میزان ۱۲ میلیون لیتر در روز در ازای کاهش تولید نفت کوره افزایش یافته‌است. درحالی‌که خوراک پالایشگاه از ۱۰۰ درصد نفت خام شیرین و سبک به مخلوط ۵۵ درصد سبک و ۴۵ درصد نفت خام سنگین تغییر یافته‌است. این شرکت بزرگترین تولیدکنندهٔ بنزین با استاندارد یورو ۴ در خاورمیانه می‌باشد. محصولات پالایشگاه با مشخصات و کیفیت استانداردهای ۲۰۰۴ و ۲۰۰۵ اروپا به بازار عرضه می‌شود.

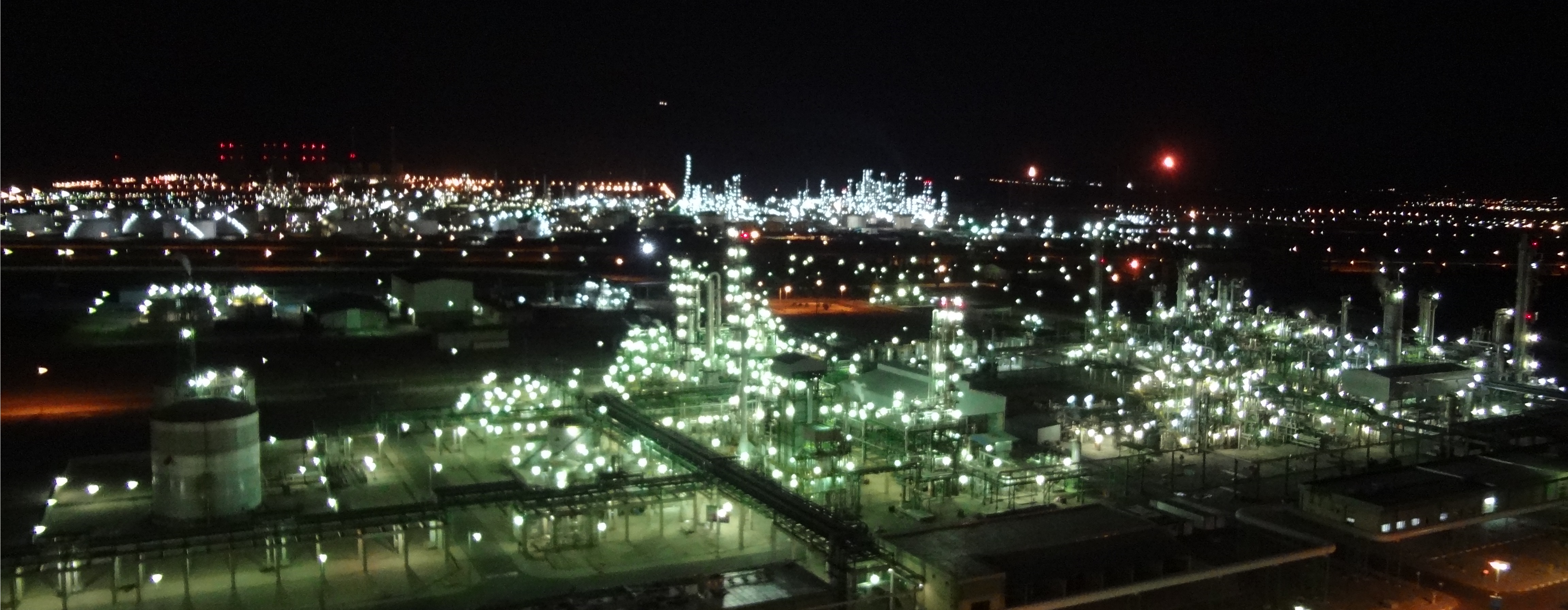
نمایی از پتروشیمی اراک

مجتمع پتروشیمی شازند اراک یکی از طرح‌های زیربنایی و مهم کشور می‌باشد که در راستای سیاست‌های کلی توسعه صنایع پتروشیمی و با اهداف تأمین نیاز داخلی کشور و صادرات با نام پتروشیمی شازند اراک به‌بهره‌برداری رسید.
این طرح در سال ۱۳۶۳ به تصویب رسید و پس از طی مراحل طراحی، مهندسی و نصب، فاز اول آن در سال ۱۳۷۲ در مدار تولید قرار گرفت. در ادامه کار به منظور بهبود مستمر و تولید بیشتر و متنوع‌تر، واحدهای دیگر مجتمع تکمیل و واحد اتوکسیلات به عنوان آخرین واحد مجتمع در سال ۸۲ راه اندازی و در مدار تولید قرار گرفت.
از سال ۱۳۷۹ همزمان با تکمیل واحدها، طرح و توسعه مجتمع با هدف افزایش ظرفیت واحدها به تصویب رسید که فاز اول آن در مهرماه سال ۱۳۸۴ و عملیات اجرایی فاز دوم در تابستان سال ۱۳۸۶ به انجام رسید. ظرفیت کامل تولید این مجتمع پس از انجام طرح توسعه ۱٫۴۶۹٫۰۰۰ تن در سال است.

### صنایع شیمیایی
شرکت رنگ روناس یکی از بزرگ‌ترین شرکت‌های تولیدکننده رنگ‌های صنعتی، ساختمانی و دریایی در ایران است. این شرکت فعالیت خود را در سال ۱۳۵۳، در اراک شروع‌کرد و اکنون دارای ۴ خط کامل تولید به ظرفیت ۲۸۰۰۰ تن انواع رنگ و پوشش‌های حفاظتی، ۲ خط تولید رزین به ظرفیت ۱۴۰۰۰ تن و ۵ خط تولید قوطی و لوازم بسته‌بندی به ظرفیت ۴۰۰۰ تن در سال می‌باشد.
این شرکت موفق به دریافت گواهینامه‌های متعدد از جمله ISO 9001، ISO 14001، ISO 10004، ISO 10002، ISO 10668 از کشور کانادا، گواهینامه تأیید کیفیت محصول از مؤسسه DNV نروژ برای محصولات دریایی و پوشش‌های ضد خزه، گواهینامه رعایت الزامات و استانداردهای اتحادیه اروپا CE از ایتالیا برای کلیه محصولات، گواهینامه تأیید کیفیت محصول از مؤسسه زیمنس اتریش برای پوشش‌های صنایع ریلی، گواهینامه تأیید کیفیت محصول از شرکت رنو فرانسه برای رنگ قطعات خودرو، گواهینامه تأیید کیفیت محصول از شرکت Evonik آلمان برای رنگ‌های ترافیک ۱ و ۲ جزئی گردیده‌است.
شرکت صنایع شیمیایی دارویی پتروتک، یک شرکت دانش‌بنیان و یکی از شش شرکت صاحب دانش فنی تولید متیونین در جهان و دومین تولیدکننده متیونین در آسیا پس از سومیتومو کمیکال است. این شرکت، سالانه ۱۰،۰۰۰ تن متیونین ۹۹٪ تولید می‌کند که از منظر حجم در حدود یک‌بیستم میزان تولید سومیتومو می‌باشد.
همچنین این شرکت سیانید سدیم، آکرولئین و متیل مرکاپتان را که مواد اولیه تکنیکال تولید متیونین هستند، تولید می‌کند. متیونین به‌عنوان یک نهاده افزودنی در خوراک‌دام، نقش اساسی در توسعه صنایع دامپروری، طیور و آبزیان در جهان دارد. این شرکت در سال ۱۳۹۵ توسط رئیس‌جمهور افتتاح گردید. 
شرکت پژوهش‌های شیمیایی مهان یکی از بزرگترین شرکت‌های تولید حشره‌کش‌های خانگی، قارچ‌کش‌ها، علف‌کش‌ها و آفت‌کش‌های کشاورزی، روغن سبزه و سموم دامپزشکی در ایران است که فعالیت خود را از سال ۱۳۷۱ در اراک شروع کرد. شرکت در حال حاضر توانایی تولید سموم با فرمولاسیون‌های EC، SL، WP، SC، DS، ME و G را دارا ست که با این تجهیزات قادر به تولید سموم حشره‌کش، آفت‌کش، علف‌کش، قارچ‌کش و کنه‌کش با برندهای سادات و مهان می‌باشد.
به‌علاوه اراک قطب اصلی تولید الکل‌های اتیلیک صنعتی (اتانول) در ایران است که بیش از ۷۰ درصد تولید اتانول صنعتی ایران به تولیدات چند شرکت مستقر در اراک مانند اتحادشیمی و جهان‌الکل‌طب اختصاص دارد.